# Río Bueno (Fluss)
Der Río Bueno ist ein Fluss in der Región de los Ríos im Süden Chiles. An seinem Unterlauf bildet er die Grenze zur Región de los Lagos. Er entspringt im Gletschersee Lago Ranco und fließt in den Pazifischen Ozean.

## Geschichte
Die Gebiete im Bereich des Río Bueno wurden bereits früh von spanischen Konquistadoren unter Pedro de Valdivia erreicht. Im Jahr 1558 wurde südlich des Flusses die Stadt Santa Marina de Gaete (das heutige Osorno) gegründet. Der anhaltende Widerstand der einheimischen Huilliche im Arauco-Krieg zwang die Spanier um 1603 jedoch zum Rückzug, und das Gebiet blieb bis zum Ende der Kolonialzeit außerhalb ihrer Kontrolle.